# Josepmir Ballón
Josepmir Aarón Ballón Villacorta est un footballeur international péruvien, né le 31 mars 1988 à Lima au Pérou. Il évolue au poste de milieu de terrain.

## Biographie

### Carrière en club
Sacré à six reprises champion du Pérou avec trois clubs différents (trois avec l'Universidad San Martín, deux avec le Sporting Cristal et un avec l'Alianza Lima voir palmarès), Josepmir Ballón est le footballeur en activité avec le plus de titres de champion du Pérou à son actif.
Il connaît deux expériences à l'étranger, en 2010 lorsqu'il est prêté à River Plate en Argentine, puis en 2019 lorsqu'il s'enrôle à l'Universidad Concepción du Chili.
Au niveau international, Ballón a disputé 38 matchs de Copa Libertadores (pour deux buts inscrits), et quatre matchs de Copa Sudamericana (aucun but).

### Carrière en équipe nationale
Avec l'équipe du Pérou U17, Josepmir Ballón a l'occasion de disputer le mondial des moins de 17 ans de 2005 à domicile.
Convoqué en équipe A, il compte 54 sélections depuis ses débuts en 2009. Il prend part à trois Copa América en 2011, 2015 et 2019 où le Pérou se hisse sur le podium à chaque fois (il atteint même la finale en 2019, perdue 1-3 face au Brésil au Stade Maracanã).

## Palmarès

### En club
| Univ. San Martín - Championnat du Pérou (3) : - Champion : 2007, 2008 et 2010. |  | Sporting Cristal - Championnat du Pérou (2) : - Champion : 2016 et 2018. |  | Alianza Lima - Championnat du Pérou (2) : - Champion : 2021 et 2022. |

### En sélection
Pérou
- Copa América :
  - Finaliste : 2019.
  - Troisième : 2011 et 2015.